# Schachen (Schwäbische Alb)
Der Schachen ist ein Berg oberhalb des Großen Lautertals auf der Schwäbischen Alb. Der Berg liegt in der Nähe der Stadt Münsingen im Landkreis Reutlingen. Der 796,6 m ü. NHN hohe Schachen befindet sich mitten im Biosphärengebiet Schwäbische Alb und bietet bei entsprechendem Wetter eine gute Sicht auf die Alpen.

## Pfadfinderzentrum
Auf dem Schachen liegt das Pfadfinderzentrum Schachen des Verbands Christlicher Pfadfinderinnen und Pfadfinder Land Württemberg; es wurde Ende der 1950er Jahre erbaut und eingerichtet. Das Pfadfinderzentrum verfügt über zwei getrennte Häuser und einem Lagerplatz für bis zu 500 Pfadfinder.
Vom 6. bis 15. August 2014 fand hier das Bundeslager des VCP mit über 4500 Teilnehmenden statt. Darunter befanden sich auch fast 500 Internationale Gäste aus über 20 verschiedenen Nationen. Am Sonntag, dem 10. August führte eine Unwetterwarnung des DWD zur vorsorglichen Räumung des Zeltlagers; die Teilnehmenden verbrachten die Nacht zum Montag in umliegenden Schulen und Gemeindehäusern. Weiterhin wurde im Rahmen des Programm-Angebotes eine Murmelbahn gebaut, die mit 1,9 km Länge den aktuellen Weltrekord übertrifft.
Das Sommerzeltlager des Evangelischen Jugendwerk Heilbronn findet seit 1978 jährlich auf dem Zeltplatz statt. Somit ist diese Freizeit die am längsten, regelmäßig stattfindende auf den Zeltplätzen des Pfadfinderzentrums.

## Geologie
Auf dem Hochplateau des Schachens, auf dem auch der Lagerplatz liegt, finden sich Dolinen mit einem Durchmesser von bis zu zehn Metern. Die Dolinen sind ein typisches Merkmal des Kalksteingebirges der mittleren Schwäbischen Alb. Sie kommen auch in den angrenzenden Waldgebieten des Schachens vor.